# Профилактическая медицина

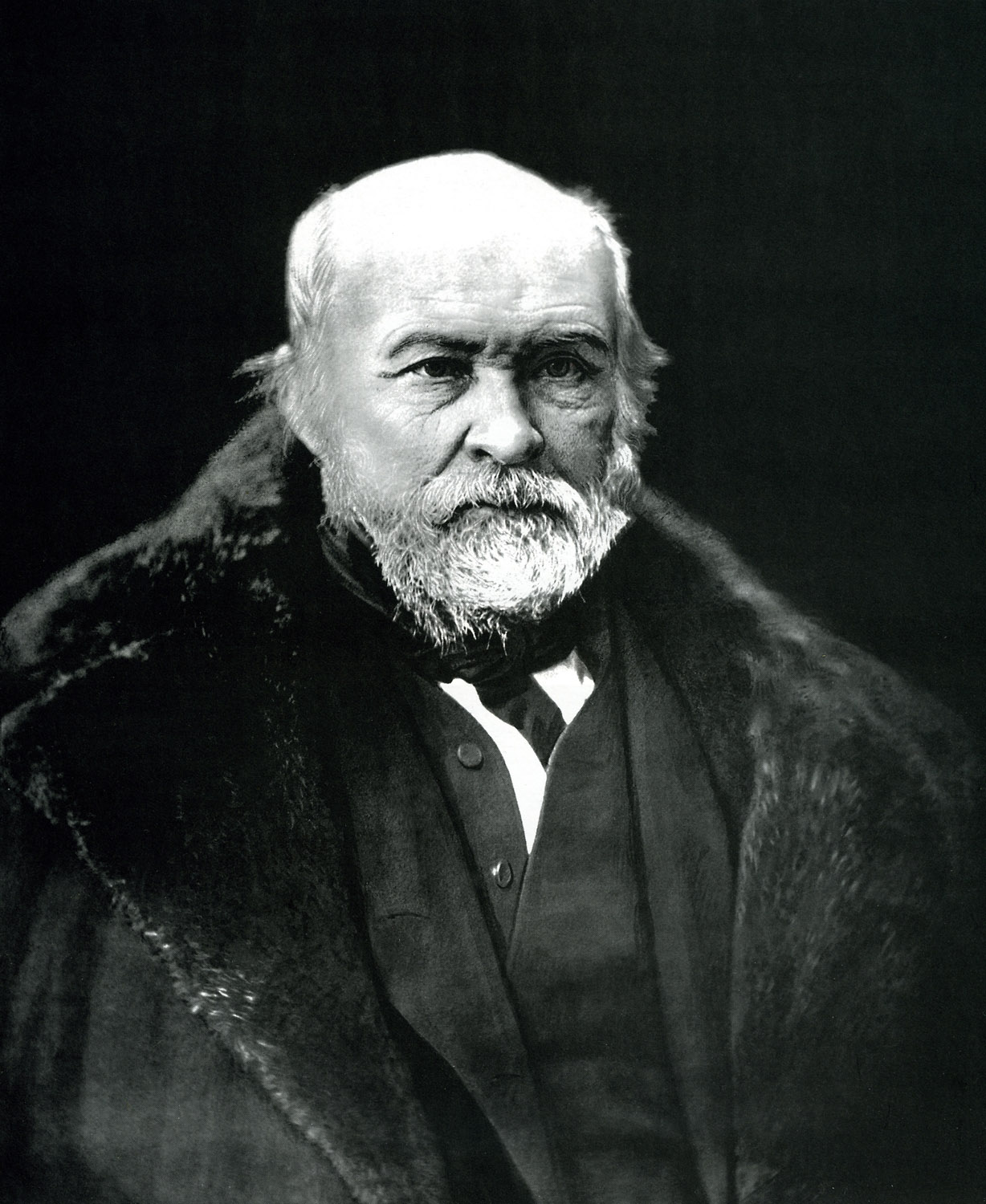
Н. И. Пирогов — один из основоположников профилактического направления в медицине в Российской империи

Профилакти́ческая медици́на (профилактоло́гия, греч. πρόφύλακτικός — «предохранительный» и λόγος — «учение, наука») — наука и практика в медицине, комплекс мероприятий, направленных на предупреждение возникновения заболеваний и травм, недопущение и устранение факторов риска их развития.
Собственно профилактика подразделяется на:
- индивидуальную и общественную (социальную);
- первичную и вторичную.

В рамках профилактики также существуют специфическая профилактика инфекционных заболеваний и психопрофилактика.
Профилактика — основное направление медицины и включает в себя мероприятия государственного, социально-экономического, гигиенического и лечебно-медицинского характера с целью обеспечить высокое состояние здоровья и предупредить возникновение болезней. Подразумевает под собой не только проведение медицинских манипуляций, но и мероприятия законодательного, организационного, экологического, архитектурно-планировочного, санитарно-технического, просветительского по медицинским вопросам населения характера. Основывается на научном статистическом причинно-следственном анализе связи факторов и рисков с заболеваниями.
Профилактические мероприятия — важнейшая составляющая системы здравоохранения, направленная на формирование у населения медико-социальной активности и мотивации на здоровый образ жизни.
Используемые профилактические мероприятия стремятся продлить полноценную здоровую жизнь человека, с помощью определения изменений в организме отдельно взятого человека, которые могут привести в дальнейшем к заболеваниям и принять адресные меры, направленные на предотвращение болезней. Подобный индивидуализированный подход к профилактике заболеваний рассматривается превентивной медициной.
Термин «профилактика» не следует путать с термином «медицинская профилактика», подразумевающую мероприятия проводимые только органами здравоохранения, в частности посредством центров медицинской профилактики.

## История
Вопросы предупреждения болезней на основе соблюдения правил личной гигиены и рациональной диететики занимали значительное место в медицине древнего мира. Однако разработка научных основ профилактики началась лишь в XIX веке, благодаря развитию общебиологических наук, медицинской науки в целом и появлению её многочисленных дисциплин, занимающихся частными вопросами, в особенности физиологии, гигиены и эпидемиологии; большую роль сыграло распространение общественных идей в клинической медицине. Передовые врачи и деятели медицинской науки (как в России, так и за рубежом) видели будущее медицины в развитии общественной профилактики и связи лечебной и профилактической медицины.
Выдающийся хирург Н. И. Пирогов говорил:
Будущее принадлежит медицине профилактической.

## Основные направления профилактики
Выделяют общественную, включающую систему мероприятий по охране здоровья коллективов, и индивидуальную профилактику, предусматривающую соблюдение правил личной гигиены в быту и на производстве, санпросвещение населения.
Индивидуальная — включает меры по предупреждению болезней, сохранению и укреплению здоровья, которые осуществляет сам человек, и практически сводится к соблюдению норм здорового образа жизни, к личной гигиене, гигиене брачных и семейных отношений, гигиене одежды, обуви, рациональному питанию и питьевому режиму, гигиеническому воспитанию подрастающего поколения, рациональному режиму труда и отдыха, активному занятию физической культурой.
Групповая — включает в себя профилактические мероприятия, проводимые с группами лиц, имеющими сходные симптомы и факторы риска (целевые группы).
Общественная — включает систему социальных, экономических, законодательных, воспитательных, санитарно-технических, санитарно-гигиенических, противоэпидемических и лечебных мероприятий, планомерно проводимых государственными институтами и общественными организациями с целью обеспечения всестороннего развития физических и духовных сил граждан, устранения факторов, вредно действующих на здоровье населения. Меры общественной профилактики направлены на обеспечение высокого уровня общественного здоровья, искоренение причин порождающих болезни, создание оптимальных условий коллективной жизни, включая условия труда, отдыха, материальное обеспечение, жилищно-бытовые условия, расширение ассортимента продуктов питания и товаров народного потребления, а также развитие здравоохранения, образования и культуры, физической культуры. Эффективность мер общественной профилактики во многом зависит от сознательного отношения граждан к охране своего здоровья и здоровья других, от активного участия населения в осуществлении профилактических мероприятий, от того, насколько полно каждый гражданин использует предоставляемые ему обществом возможности для укрепления и сохранения здоровья. Практическое осуществление общественной профилактики требует законодательных мер, постоянных и значительных материальных затрат, а также совместных действий всех звеньев государственного аппарата, медицинских учреждений, предприятий промышленности, строительства, транспорта, агропромышленного комплекса.

## Виды профилактики
В зависимости от состояния здоровья, наличия факторов риска заболевания или выраженной патологии можно рассмотреть 3 вида профилактики.
1. Первичная профилактика — система мер предупреждения возникновения и воздействия факторов риска развития заболеваний (дезинсекция, вакцинация, рациональный режим труда и отдыха, рациональное качественное питание, физическая активность, охрана окружающей среды). Ряд мероприятий первичной профилактики может осуществляться в масштабах государства. Предотвращение болезней и создание хорошего самочувствия продлевает продолжительность нашей жизни[17]. Мероприятия по укреплению здоровья не нацелены на конкретное заболевание или состояние, а способствуют укреплению здоровья. С другой стороны, особая защита нацелена на тип или группу заболеваний и дополняет цели укрепления здоровья[17]. Основные принципы первичной профилактики: 1) непрерывность профилактических мероприятий (на протяжении всей жизни, начиная ещё в антенатальном периоде); 2) дифференцированный характер профилактических мероприятий; 3) массовость профилактики; 4) научность профилактики; 5) комплексность профилактических мер (участие в профилактике лечебных учреждений, органов власти, общественных организаций, населения)[16].
2. Вторичная профилактика — комплекс мероприятий, направленных на устранение выраженных факторов риска, которые при определенных условиях (стресс, ослабление иммунитета, чрезмерные нагрузки на любые другие функциональные системы организма) могут привести к возникновению, обострению и рецидиву заболевания. Наиболее эффективным методом вторичной профилактики является диспансеризация как комплексный метод раннего выявления заболеваний, динамического наблюдения, направленного лечения, рационального последовательного оздоровления.
3. Некоторые специалисты-профилактологи предлагают термин «третичная профилактика» как комплекс мероприятий по реабилитации больных, утративших возможность полноценной жизнедеятельности. Третичная профилактика имеет целью социальную (формирование уверенности в собственной социальной пригодности), трудовую (возможность восстановления трудовых навыков), психологическую (восстановление поведенческой активности) и медицинскую (восстановление функций органов и систем организма) реабилитацию[15].